# Slovenská ženská hokejová liga
A Slovenská ženská hokejová liga (röviden: SŽHL) egy szlovák női jégkorongbajnokság. A ligát 1991-ben alapították. A 2024–25-ös szezonban 9 csapat szerepel a bajnokságban.

## Története
A bajnokságot 1991-ben alapították.

## Résztvevők

### Jelenlegi csapatok
| Csapat                          | Város            | Kerület                 | Stadion                         | Férőhely |
| ------------------------------- | ---------------- | ----------------------- | ------------------------------- | -------- |
| MHK-Martin                      | Turócszentmárton | Zsolnai kerület         | Turócszentmártoni Jégcsarnok    | 4 200    |
| HC Slovan Bratislava            | Pozsony          | Pozsonyi kerület        | Ondrej Nepela Jégcsarnok        | 10 000   |
| ŽHKm Zvolen                     | Zólyom           | Besztercebányai kerület | Tipsport Aréna (Besztercebánya) | 5 345    |
| Vlci Žilina                     | Zsolna           | Zsolnai kerület         | Zsolnai Jégcsarnok              | 5 036    |
| Ženský hokejový klub Michalovce | Nagymihály       | Kassai kerület          | Nagymihályi Jégcsarnok          | 4 000    |
| ŽHK 2000 - ŠARIŠANKA Prešov     | Eperjes          | Eperjesi kerület        | Eperjesi Jégcsarnok             | 3 600    |
| Ice Dream Čaňa                  | Hernádcsány      | Kassai kerület          | Hernádcsányi Jégcsarnok         |          |
| Popradské líšky                 | Poprád           | Eperjesi kerület        | Poprádi Városi Jégcsarnok       | 4 233    |
| HC Osy Spišská Nová Ves         | Igló             | Kassai kerület          | Spiš Aréna                      | 5 503    |

Slovenská ženská hokejová liga csapatainak jégcsarnokai
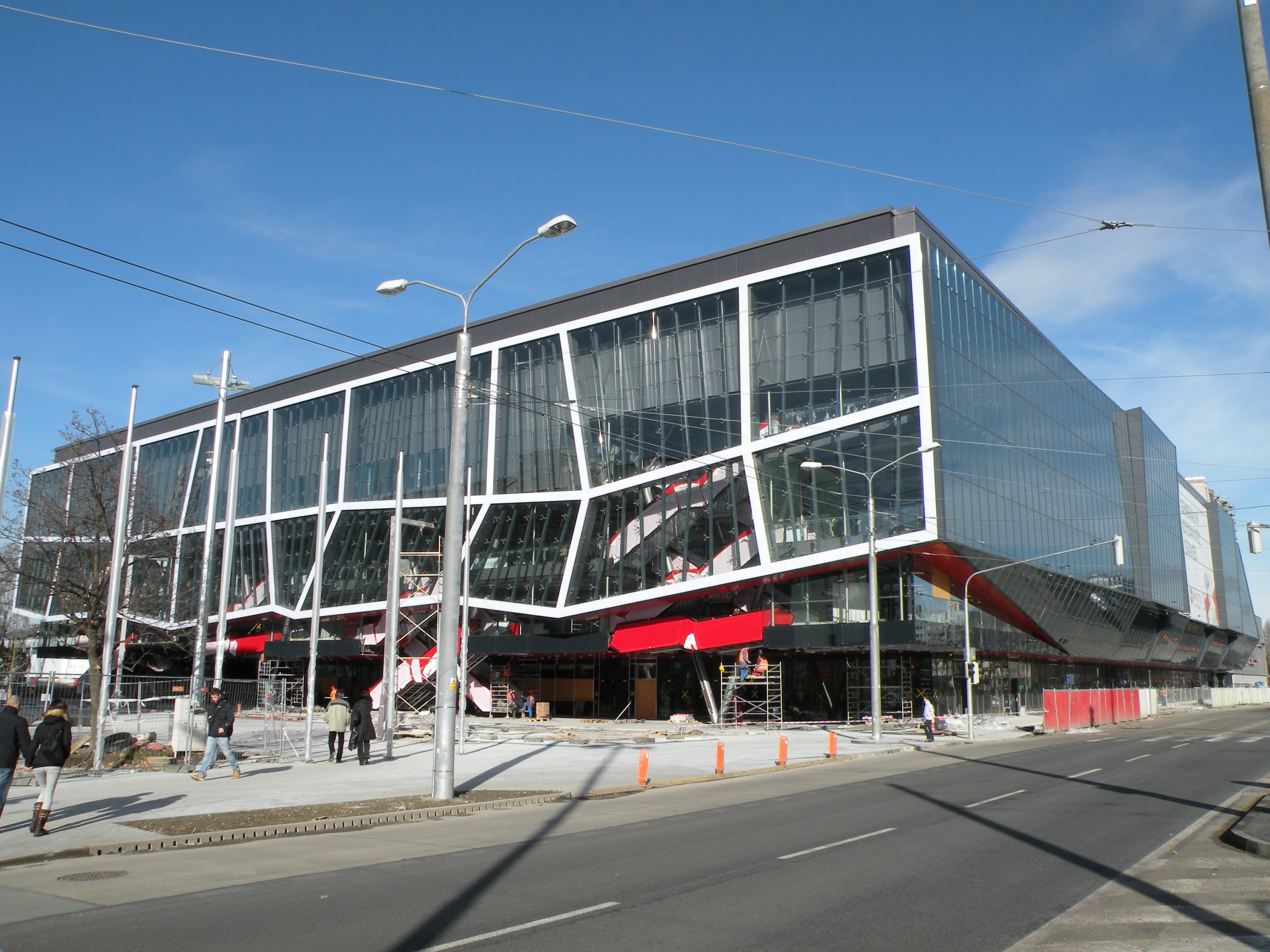
A pozsonyi Ondrej Nepela jégcsarnok
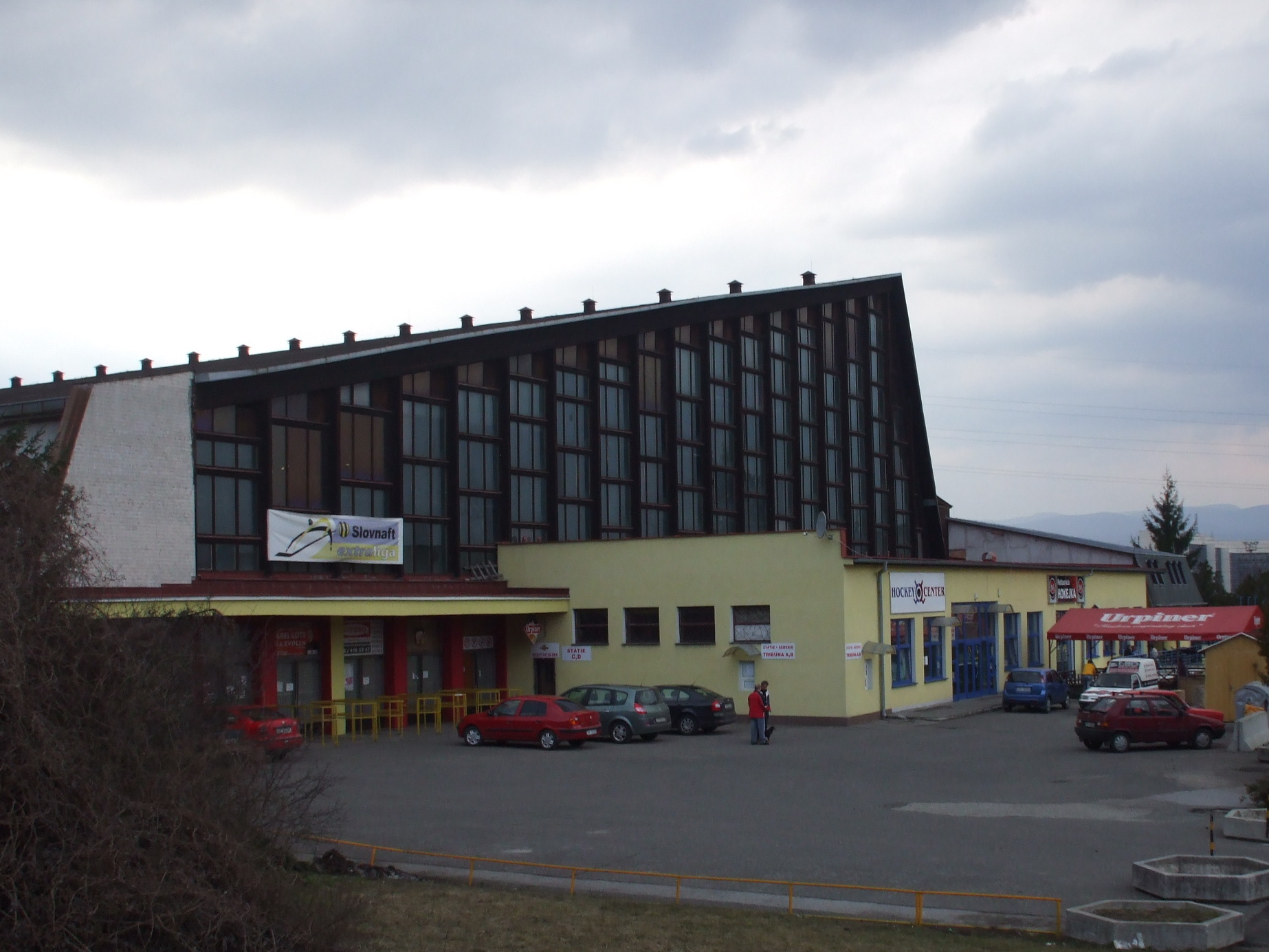
A zólyomi jégcsarnok
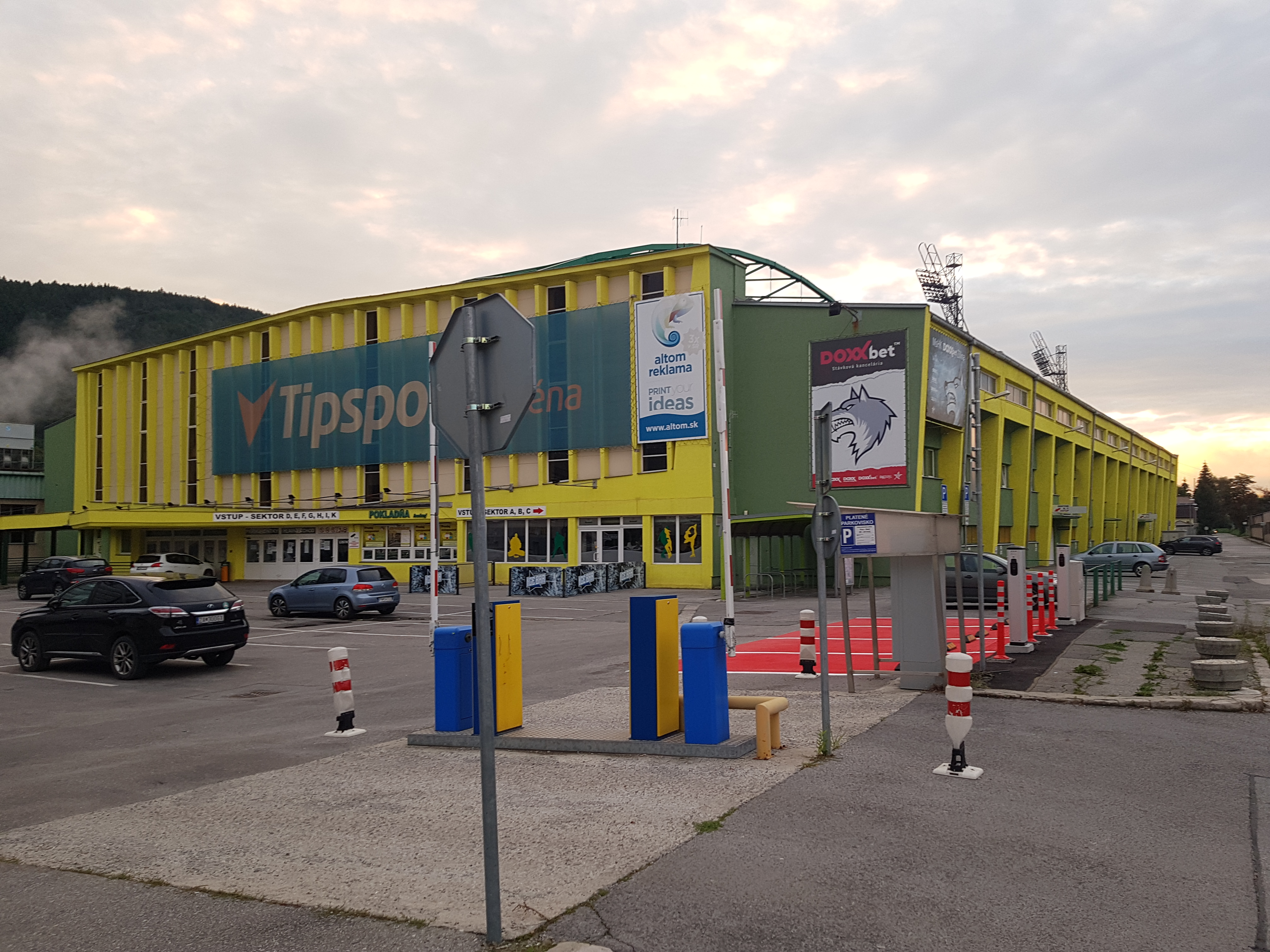
A zsolnai Niké Aréna
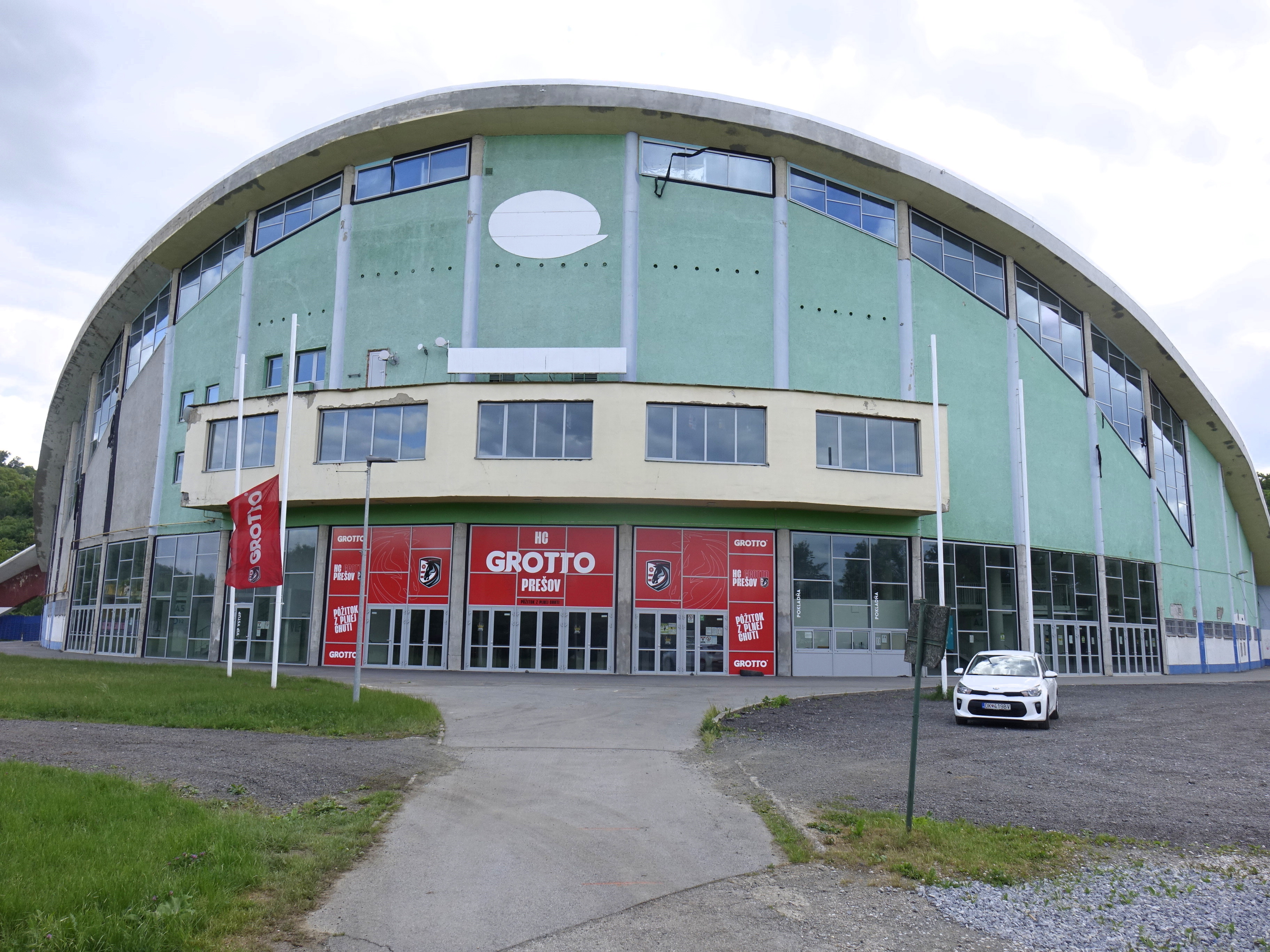
Az eperjesi ICE Aréna
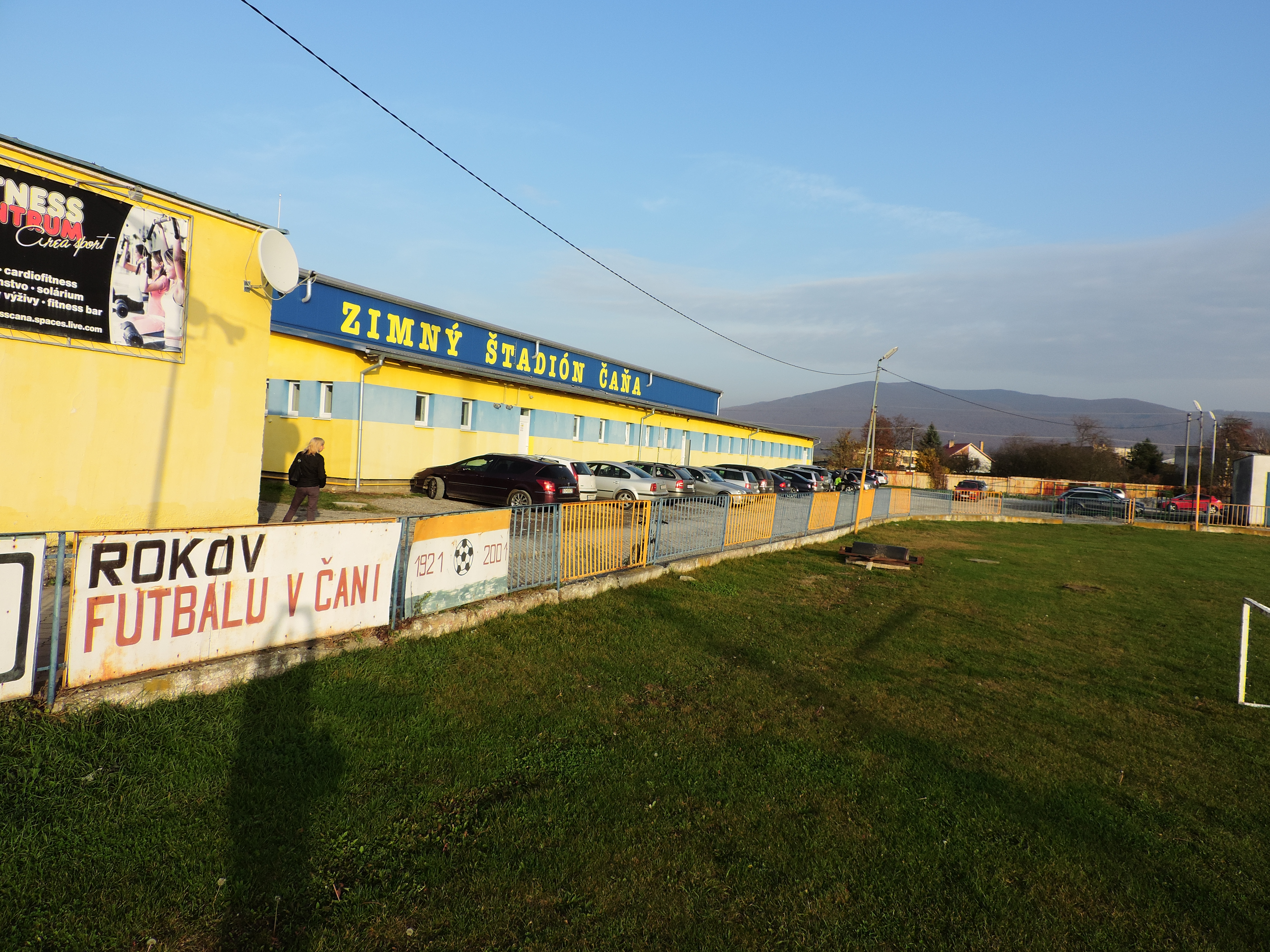
A hernádcsányi jégcsarnok
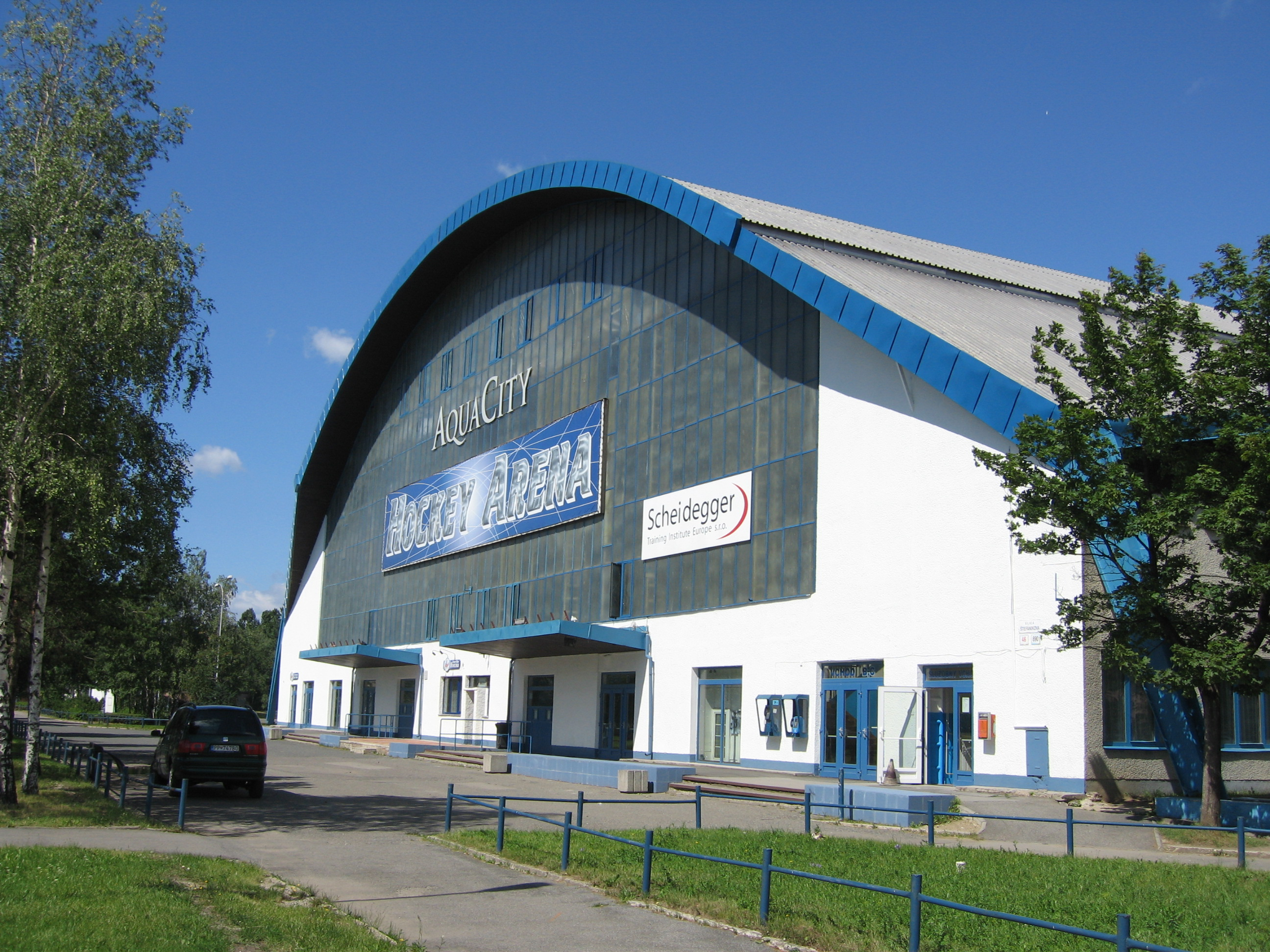
A poprádi városi jégcsarnok
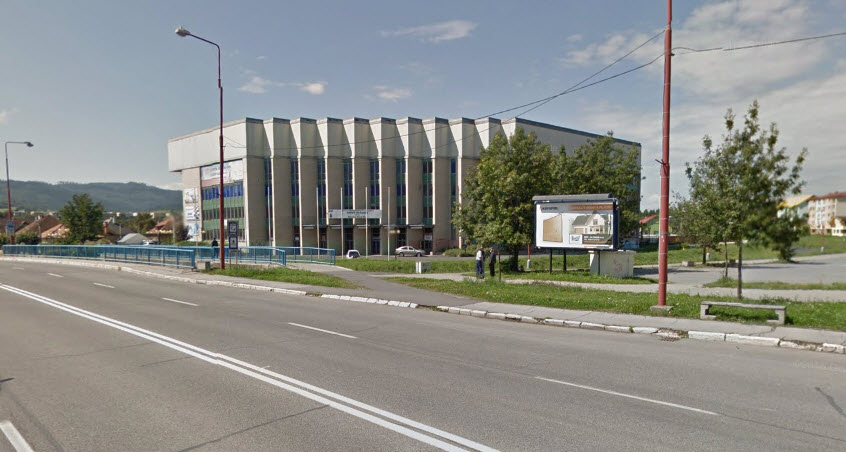
Az iglói jégcsarnok

## Bajnokok
- 1991/92 – Žilina
- 1992/93 – Dubnica
- 1993/94 – Dubnica
- 1994/95 – Žilina
- 1995/96 – Dubnica
- 1996/97 – Poprad
- 1997/98 – Turčianske Teplice
- 1998/99 – MHK Martin
- 1999/00 – MHK Martin
- 2000/01 – MHK Martin
- 2001/02 – HC Topoľčany
- 2002/23 – HC Topoľčany
- 2003/04 – HC Topoľčany
- 2004/05 – MHK Martin
- 2005/06 – MHK Martin
- 2006/07 – MHK Martin
- 2007/08 – MHK Martin
- 2008/09 – MHK Martin
- 2009/10 – MHK Martin
- 2010/11 – HC Osy Spišská Nová Ves
- 2011/12 – HC Osy Spišská Nová Ves
- 2012/13 – ZHK Poprad
- 2013/14 – HC Osy Spišská Nová Ves
- 2014/15 – ZHK Poprad
- 2015/16 – HC Petrzalka
- 2016/17 – ZHK Poprad
- 2017/18 – Popradskie Lisky
- 2018/19 – SKP Bratislava
- 2019/20 – Popradskie Lisky
- 2020/21 – A Covid-19 pandémia miatt nem lett megrendezve
- 2021/22 – A Covid-19 pandémia miatt nem lett megrendezve
- 2022/23 – Popradskie Lisky
- 2023/24 – MHK Martin
- 2024/25 – Popradské líšky